# Resolutie 1005 Veiligheidsraad Verenigde Naties
Resolutie 1005 van de Veiligheidsraad van de Verenigde Naties werd unaniem aangenomen op 17 juli 1995. De Veiligheidsraad stond middels deze resolutie toe dat er, ondanks het wapenembargo, springstof mocht worden geleverd aan Rwanda voor gebruik bij ontmijningsoperaties.

## Achtergrond
Toen Rwanda een Belgische kolonie was, werd de Tutsi-minderheid in het land verheven tot een elitie die de grote Hutu-minderheid wreed onderdrukte. Na de onafhankelijkheid werden de Tutsi verdreven en namen de Hutu de macht over. Het conflict bleef aanslepen, en in 1990 vielen Tutsi-milities verenigd als het FPR Rwanda binnen. Met westerse steun werden zij echter verdreven. In Rwanda zelf werd de Hutu-bevolking opgehitst tegen de Tutsi. Dat leidde begin 1994 tot de Rwandese genocide. De UNAMIR-vredesmacht van de Verenigde Naties kon vanwege een te krap mandaat niet ingrijpen.

## Inhoud
De Veiligheidsraad merkte op dat landmijnen een groot gevaar vormden in Rwanda, waar een snelle heropbouw zich opdrong. Rwanda wilde dit probleem aanpakken, maar had daarvoor springstof nodig. Er was echter nog steeds een wapenembargo van kracht tegen het land. Daarom werd beslist dat ondanks het embargo, en met toestemming van het comité dat toezag op dit embargo, toch springstof aan Rwanda mocht geleverd worden voor ontmijningsprogramma's.

## Verwante resoluties
- Resolutie 989 Veiligheidsraad Verenigde Naties
- Resolutie 997 Veiligheidsraad Verenigde Naties
- Resolutie 1011 Veiligheidsraad Verenigde Naties
- Resolutie 1013 Veiligheidsraad Verenigde Naties

Lijst ·  970 ·  971 ·  972 ·  973 ·  974 ·  975 ·  976 ·  977 ·  978 ·  979 ·  980 ·  981 ·  982 ·  983 ·  984 ·  985 ·  986 ·  987 ·  988 ·  989 ·  990 ·  991 ·  992 ·  993 ·  994 ·  995 ·  996 ·  997 ·  998 ·  999 ·  1000 ·  1001 ·  1002 ·  1003 ·  1004 ·  1005 ·  1006 ·  1007 ·  1008 ·  1009 ·  1010 ·  1011 ·  1012 ·  1013 ·  1014 ·  1015 ·  1016 ·  1017 ·  1018 ·  1019 ·  1020 ·  1021 ·  1022 ·  1023 ·  1024 ·  1025 ·  1026 ·  1027 ·  1028 ·  1029 ·  1030 ·  1031 ·  1032 ·  1033 ·  1034 ·  1035